# Jan Chrzciciel Okoński
Jan Chrzciciel Okoński (ur. 5 lutego 1807 we Lwowie, zm. 15 kwietnia 1889 w Piotrkowie Trybunalskim) – polski aktor, dyrektor teatrów prowincjonalnych, przedsiębiorca teatralny i dramaturg.

## Życiorys

### Wczesne lata
Uczył się w szkołach pojezuickich, a następnie w szkole realnej we Lwowie. W pierwszych latach po wyprowadzce do Krakowa był krawcem.

### Zarządzanie zespołami teatralnymi
Pierwsze przedstawienia organizował jako nastolatek we Lwowie. W 1830 r. wyruszył w objazd po miejscowościach prowincjonalnych z zespołem, który założył w Krakowie wspólnie z Feliksem Stobińskim i Józefem Winnickim. Od 1831 r. prowadził samodzielnie zespół w Czerniowicach.
Był jednym z najbardziej ruchliwych i przedsiębiorczych zarządców teatrów prowincjonalnych. Do jego zasług należy szerzenie kultury teatralnej w małych miasteczkach, spośród których niektóre mogły gościć teatr po raz pierwszy dzięki niemu. Zachowały się informacje o występach jego zespołów w wielu miejscowościach: Tarnowie, Rzeszowie, Przemyślu, Samborze, Czerniowicach, Zaleszczykach, Siedlcach, Łukowie, Krasnymstawie, Zamościu, Tomaszowie Lubelskim, Hrubieszowie, Lublinie, Białej Podlaskiej, Łomży, Suwałkach, Druskiennikach, Pułtusku, Radomiu, Ostrołęce, Solcu, Częstochowie, Sieradzu, Płocku, Łowiczu, Łęczycy, Wieluniu, Sandomierzu, Piotrkowie, Busku, Olkuszu, Miechowie, Proszowicach, Skalbmierzu, Jędrzejowie, Rawie Mazowieckiej, Zgierzu, Włocławku, Przasnyszu, Mławie, Płońsku, Lipnie, Sierpcu, Koninie, Janowie, Radomsku, Staszowie, Ojcowie, Turku, Kole, Kutnie, Żychlinie, Tomaszowie Mazowieckim, Brzezinach, Dąbrowie Górniczej, Opatowie, Ostrowcu, Iłży, Puławach, Opolu, Chełmie, Kozienicach, Sochaczewie, Ciechanowie, Rypinie, Dobrzyniu, Izbicy, Skierniewicach, Sławkowie, Będzinie i Pińczowie. Repertuar obejmował głównie komedie Aleksandra Fredry (Pan Jowialski, Zemsta, Damy i huzary, Dożywocie, Zrzędność i przekora) oraz innych współczesnych komediopisarzy (np. Pan Stefan z Pokucia Aleksandra Ładnowskiego).
Okresowo zawierał współpracę z innymi przedsiębiorcami teatralnymi, np. z Pawłem Ratajewiczem (1844, 1867).

### Kariera aktorska
Debiutował w Krakowie w 1829 r. w roli Horejki w sztuce Helena czyli Hajdamacy na Ukrainie. Będąc dyrektorem teatrów prowincjonalnych grywał w teatrach stałych w Krakowie i we Lwowie (1832–1833) jednak nie nawiązał trwałej współpracy. W latach 1834–1836 grał w zespole Wincentego Raszewskiego. Współpracował również z Antonim Felińskim (sez. 1837/1838). W 1875 r. występował w zespole Józefa Teksla w warszawskim teatrze ogródkowym „Eldorado”. Był aktorem charakterystyczny. Wystąpił m.in. w rolach: Wiórka (Gałganduch czyli Trójka hultajska), Jowialskiego (Pan Jowialski), Anzelma (Szkoda wąsów), Wesołowskiego (Płaksa i Wesołowski), Ekonoma (Wesele w Ojcowie), Cześnika i Rejenta (Zemsta).

### Twórczość literacka
Był autorem dwóch utworów dramatycznych: Babia wyspa oraz Przemiany Owidiusza.

## Życie prywatne
Ożenił się z aktorką Marią z Szumlasińskich. Ich dzieci: Aniela, Apollo, Jan Nepomucen oraz Wanda również związały się zawodowo z teatrem. W 1884 r. wycofał się z teatru i osiadł w Piotrkowie. Ostatnie lata życia spędził w biedzie, wspomagany przez aktorów teatrów warszawskich.